# Johann Friedrich Gmelin
Johann Friedrich Gmelin (Tübingen, 8 augustus 1748 — Göttingen, 1 november 1804) was een Hannovers natuurwetenschapper, botanicus, malacoloog en entomoloog.
In 1788 publiceerde hij een uitgebreide en verbeterde editie van het Systema naturae van Carl Linnaeus. Hierin maakte hij gebruik van beschrijvingen van anderen zoals John Latham die niet gebruik hadden gemaakt van de binominale nomenclatuur. Daardoor werd Gmelin, volgens de prioriteitsregel van de zoölogische nomenclatuur, soortauteur van een groot aantal soorten die feitelijk door anderen waren beschreven.
Anno 2012 is Gmelin de soortauteur van 371 nog steeds geldige vogelsoorten en 249 ondersoorten. Verder is zijn naam verbonden aan honderden weekdiersoorten.
Hij was de vader van de scheikundige Leopold Gmelin.

## Werken
- Irritabilitatem vegetabilium, in singulis plantarum partibus exploratam ulterioribusque experimentis confirmatam, 1768
- Allgemeine Geschichte der Gifte, 2 delen, 1776/1777

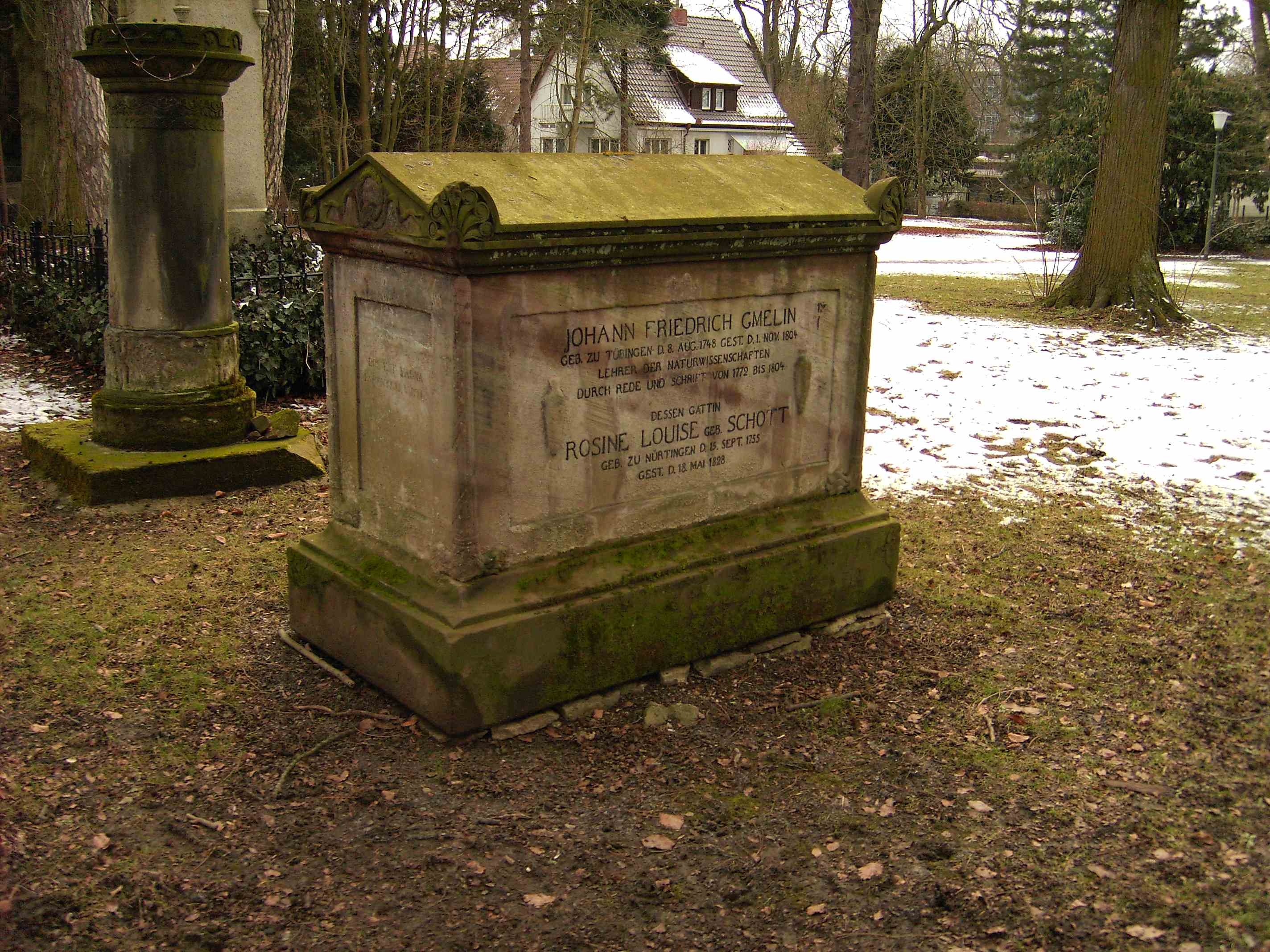
Göttingen, Cheltenhampark, Graf van Johann Friedrich Gmelin

- Allgemeine Geschichte der Pflanzengifte, 1777
- Allgemeine Geschichte der mineralischen Gifte, 1777
- Einleitung in die Chemie, 1780
- Beyträge zur Geschichte des teutschen Bergbaus, 1783
- Ueber die neuere Entdeckungen in der Lehre von der Luft, und deren Anwendung auf Arzneikunst, 1784
- Grundsätze der technischen Chemie, 1786
- Grundriß der Pharmazie, 1792
- Geschichte der Chemie, 1799
- Allgemeine Geschichte der thierischen und mineralischen Gifte, 1806

- Bibsys: 1042537
- Biblioteca Nacional de Chile: 000411044
- Bibliothèque nationale de France: cb12339252j (data)
- Author citation (botany): J.F.Gmel.
- CiNii: DA12622846
- Gemeinsame Normdatei: 116684674
- International Standard Name Identifier: 0000 0001 2101 5517
- Library of Congress Control Number: n83007770
- Nationale Bibliotheek van Letland: 000298792
- Mathematics Genealogy Project: 76485
- Nationale Bibliotheek van Tsjechië: ola364046
- Nationale bibliotheek van Australië: 35890501
- Nationale Bibliotheek van Israël: 987007273815205171
- Nederlandse Thesaurus van Auteursnamen: 074568353
- Réseau des bibliothèques de Suisse occidentale: 02-A003302761
- Istituto Centrale per il Catalogo Unico: UFIV081878
- LIBRIS: 292226
- SNAC: w6pr877p
- Système universitaire de documentation: 067721087
- Museum of New Zealand Te Papa Tongarewa: 7908
- Trove: 1133594
- Virtual International Authority File: 3267149296234680670008